# 单花山矾
单花山矾（学名：Symplocos ovatilobata）为山矾科山矾属下的一个种。

## 扩展阅读
- 維基物種上的相關：单花山矾